# Brasilianische Faustballnationalmannschaft der Frauen
Die brasilianische Faustballnationalmannschaft der Frauen ist die von den brasilianischen Nationaltrainern getroffene Auswahl brasilianischer Faustballspielerinnen. Sie repräsentieren die Confederacao Brasileira de Desportes Terrestres (C.B.D.T.) auf internationaler Ebene bei Veranstaltungen der International Fistball Association. Brasilien gehört zu den führenden Faustballnationalmannschaften der Welt.

## Internationale Erfolge
Seit der ersten Austragung 1994 nimmt die brasilianische Nationalmannschaft der Frauen an Weltmeisterschaften teil. 2010, 2024  feierte sie in Chile Argentinien ihren größten Erfolg mit dem Weltmeistertitel.

### Weltmeisterschaften
| - 1994 in Argentinien: 3. Platz (von 8) - 1998 in Österreich: 4. Platz (von 7) - 2002 in Brasilien: 2. Platz (von 7) - 2006 in der Schweiz: 2. Platz (von 9) | - 2010 in Chile: 1. Platz (von 6) - 2014 in Deutschland: 3. Platz (von 10) - 2016 in Brasilien: 2. Platz (von 7) - 2018 in Österreich: 3. Platz (von 11) - 2021 in Österreich: keine Qualifikation - 2021 in Argentinien: 1. Platz (von 5) |

## Aktueller Kader
Kader für die Faustball-WM 2016 in Brasilien:
| Nr.            | Name                | Verein                   | Erfolge            |         |         |         |         |
| Angriff        | Angriff             | Angriff                  | Angriff            | Angriff | Angriff | Angriff | Angriff |
| -------------- | ------------------- | ------------------------ | ------------------ | ------- | ------- | ------- | ------- |
| 1              | Isabella Lucchin    | Sogipa Porto Alegre      |                    |         |         |         |         |
| 3              | Cristiane Huaska    | Curitibano               |                    |         |         |         |         |
| 6              | Tatiane Schneider   | Duque de Caxias Curitiba | Weltmeisterin 2010 |         |         |         |         |
| Abwehr/Zuspiel |                     |                          |                    |         |         |         |         |
| 2              | Cecília Breckenfeld | Duque de Caxias Curitiba |                    |         |         |         |         |
| 4              | Fernanda Passos     | Duque de Caxias Curitiba |                    |         |         |         |         |
| 5              | Angela Mello        | Duque de Caxias Curitiba |                    |         |         |         |         |
| 7              | Mariana Schmidt     | Novo Hamburgo            |                    |         |         |         |         |
| 8              | Flavia Bueno        | Curitibano               |                    |         |         |         |         |
| 9              | Caroline Suffert    | Sogipa Porto Alegre      |                    |         |         |         |         |
| 10             | Sabine Suffert      | ASKÖ Seekirchen          |                    |         |         |         |         |

### Trainerstab
| Name              | Funktion        |
| ----------------- | --------------- |
| Alesandro Nhemies | Nationaltrainer |
| Gabriel Araujo    | Co-Trainer      |
| Paulo Raya        | Scout           |